# 秋葉英則
秋葉 英則（あきば ひでのり、1941年1月22日 - 2014年11月9日）は、日本の心理学者。教育心理学、人格形成心理学が専門。大阪健康福祉短期大学元学長・大阪教育大学名誉教授。

## 経歴
福島県福島市生まれ。福島県立福島高等学校を経て東北大学教育学部教育心理学科卒業、同大学大学院教育学研究科教育心理学専攻博士課程修了。教育学博士。
1968年に大阪教育大学に着任。同大学では、教育学部教授（学校教育講座心理学教室）、副学長、付属図書館長などを歴任。
2006年3月に大阪教育大学を定年退官。同年4月から、大阪健康福祉短期大学学長を務めた。
2014年11月9日、肺炎のため死去。

## 人物
研究活動の一方で、教育委員会や民間教育団体などが主催する、教育・子育て・保育関連の問題をテーマにしたセミナー・講演会等の講師活動も精力的に行った。

## 著書
- シリーズ子どもと保育（かもがわ出版、共著）
- 「エミール」を読み解く（清風堂書店出版部、2005年）
- 教育という名の幻想 子どもの事件を読み解く（フォーラム・A、 2001年）
- 人間と文化と子育て（清風堂書店出版部、1998年）
- 学級崩壊からの脱出（フォーラム・A、 1998年）
- 発達心理学概説（上）（下）（清風堂書店出版部、1993年）
- 子どもの発見・教育の誕生（清風堂書店出版部、1991年）
- いま、わが子はたしかか（清風堂書店出版部、1984年）

ほか多数。